# Luby u Klatov
Luby u Klatov – przystanek kolejowy w Klatovach, w dzielnicy Luby, w kraju pilzneńskim, w Czechach. Położony jest na wysokości 410 m n.p.m.
Na przystanku nie ma możliwości zakupu biletu, a obsługa podróżnych odbywa się w pociągu. 

## Linie kolejowe
- 185 Horažďovice předměstí - Domažlice